# The Sixth Commandment
The Sixth Commandment var en amerikansk stumfilm fra 1924, instrueret af Christy Cabanne. Filmen findes ikke længere i hverken fysisk print eller digital udgave, og er derfor tabt for eftertiden. Plottet involverede en præst, der i hemmelighed forelsker sig i en forlovet kvinde. 
Filmens titel refererer til det sjette af de 10 bud. Det er mest sandsynligt, at dette sker ud fra et katolsk eller luthersk teologisk standpunkt, da disse trosretninger angiver det sjette bud som "du må ikke bryde ægteskabet", mens det sjette bud ifølge den ortodokse kirke, den reformerte kirke og jødedommen lyder "du må ikke myrde". 

## Medvirkende
- William Faversham som David Brant
- Charlotte Walker som Mrs. Calhoun
- John Bohn som John Brandt
- Kathleen Martyn som  Marion Calhoun
- Neil Hamilton som Robert Fields
- Coit Albertson som Dr. Carvel
- Sara Wood som Florence Page